# Єкатеринівка (Брасовський район)
Єкатеринівка (рос. Екатериновка) — селище у Брасовському районі Брянської області Росії. Входить до складу муніципального утворення Дубровское сільське поселення.
Населення — 1 особа.
Розташоване за 7 км на схід від села Дубровка.

## Історія
Розташоване на території Сіверщини.
Згадується з XIX століття як хутір Россошенський (раніше на цьому місці розташовувалася село Россошка). У першій половині XX століття — селище Катерининське, пізніше Катеринівка.
До 1975 року входило до Калошичевської сільради, в 1975—2005 рр. — Краснинської сільради.

## Населення
За найновішими даними, населення — 1 особа (2013).
У минулому чисельність мешканців була такою:
| Роки      | 1926 | 1979 | 1989 | 2002 | 2010 |
| --------- | ---- | ---- | ---- | ---- | ---- |
| Населення | 190  | 89   | 39   | 18   | 7    |